# Prosternoptinus bechynei
Prosternoptinus bechynei is een keversoort uit de familie klopkevers (Ptinidae). De wetenschappelijke naam van de soort werd in 1985 gepubliceerd door Xavier Bellés.